# Mike Clevinger
Michael Anthony Clevinger (nacido el 21 de diciembre de 1990) es un lanzador de béisbol profesional estadounidense que juega para los Medias Blancas de Chicago de las Grandes Ligas.

Está acusado de haber cometido abuso físico y psicológico contra su hija de 10 meses por lo cual está siendo investigado por la MLB.